# Los Llanos, Guerrero
Los Llanos är en ort i Mexiko.   Den ligger i kommunen Metlatónoc och delstaten Guerrero, i den sydöstra delen av landet, 260 km söder om huvudstaden Mexico City. Los Llanos ligger 2 128 meter över havet och antalet invånare är 206.
Terrängen runt Los Llanos är kuperad västerut, men österut är den bergig. Runt Los Llanos är det ganska glesbefolkat, med 43 invånare per kvadratkilometer. Närmaste större samhälle är San Pablo Atzompa, 5,7 km norr om Los Llanos. I omgivningarna runt Los Llanos växer huvudsakligen savannskog.